# II. Louis de La Trémoille
II. Louis de La Trémoille, másként La Trimouille, 1488-tól Thouars vikomtja, (Bommiers, 1460. szeptember 20./szeptember 29. – Pavia, 1525. február 24.) késő középkori francia államférfi és hadvezér VIII. Károly, XII. Lajos és I. Ferenc királysága idején. Első kamarásként, Guyenne és Bretagne admirálisaként, végül Burgundia kormányzójaként és helytartójaként tevékenykedett. A „gáncs nélküli lovagként” (chevalier sans reproche) ismert La Trémoille a paviai csata során esett el.

## Címei, birtokai
Leginkább Thouars 35. vikomtjaként ismert, amely címet 1488-ban kapta meg. Emellett ő volt Guînes és Bénaon grófja, Sully, Montaigu, Craon, l'Île-Bouchard és Mauléon bárója, Talmont fejedelme, Ré szigete, Marans, Châteauneuf-sur-Sarthe, Buron, Saint-Germain, Briollay, és La Possonnière, valamint a névadó La Trimouille ura.

## Származása, családi háttere
A La Trémoille-ház Poitou régi nemesi családjai közé tartozott. Apja I. Louis de La Trémoille (1429 k.–1483); nagyszülei apai ágon I. Georges de La Trémoille (1384–1446) királyi főkamarás, Guînes, Boulogne és Auvergne grófja és Catherine de L'Isle-Bouchard (II. Pierre de Giac első kamarás özvegye, XI. Lajos francia király keresztanyja) volt. Édesanyja Marguerite d'Amboise, Louis d'Amboise (1392–1469) thouars-i vikomt és Marie de Rieux leánya. Nagyapái között sajátos konfliktus feszült: míg Georges de La Trémoille VII. Károly király befolyásos kegyence volt, Louis d'Amboise más főnemesekkel összeesküvést szőtt ellene, ezért 1431-ben bebörtönözték és vagyonvesztésre ítélték; birtokait Georges de La Trémoille fivére, Jean de La Trémoille burgundi hercegi főkamarás – Louis d'Amboise sógora – kapta meg. 1433-ben d'Amboise párthívei elfogták és a montrésori várba záratták a Georges de La Trémoille-t, amivel sikeresen elérték Amboise szabadon engedését 1434-ben, ráadásul 1437-ben birtokai nagy részét is visszakapta. Georges de La Trémoille 1440-ben kiesett a királyi kegyekből, amikor a praguerie néven ismert főúri lázadáshoz csatlakozott. D'Amboise 1446-ban, régi ellenfele halálának évében annak fiához, I. Louis-hoz adta harmadik lányát, Marguerite d'Amboise-t.
II. Louis-nak három fiú- és három lánytestvére ismert, közülük Jean-François de La Trémoille Auch érseke és bíboros lett, Georges Burgundia helytartójaként tevékenykedett, Jacques pedig részt vett az itáliai háborúkban. Anne nevű nővére révén Guillaume de Rochefort kancellárral került sógorságba, Antoinette Charles de Husson tonnerre-i grófhoz ment feleségül, Catherine pedig Ronceray d'Angers apátnőjeként lett ismert.
Louis a berryi Bommiers-ban született és nevelkedett, ahol a korábban VII. Károlyt szolgáló, de a királlyal rossz viszonyba került apja egyfajta száműzetésben élt. A La Trémoille-ok szerencséjét II. Louis apai nagybátyja, a család burgundiai birtokait öröklő, Jó Fülöp és Merész Károly burgundi hercegek szolgálatában induló II. Georges de La Trémoille alapozta meg újra, amikor 1468-ban, Liège ostrománál átállt XI. Lajos francia király oldalára. Az uralkodó jutalmul az újonnan alapított Szent Mihály-rend lovagjává tette 1469-ben, 1474-pedig Touraine kormányzója, majd még az évben Champagne és Brie helytartója lett. A Burgundia meghódítását végző királyi haderő egyik vezetőjeként 1477-ben rövid ideig a tartomány kormányzója lehetett, de a hódítást követő lázadások leverésében kudarcot vallott, és visszavonult családi birtokaira. A gyermektelen II. Georges 1481-es halálakor unokaöccse, a nagyjából 14 éves korától királyi udvarban apródoskodó II. Louis örökölte birtokait, köztük Craont. (I. Louis maga is részt vett a burgundi harcokban, amelyekben II. Louis elsőként fegyvert fogott.)

## Az Amboise-örökség
I. Louis apósa, Louis d'Amboise 1470-ben halt meg, fiú örökös nélkül, ezzel kihalt az Amboise-ház idősebb ága. Legidősebb lánya, Françoise d'Amboise – II. Péter breton herceg özvegye – kitartóan ellenállt apja és a király azon törekvésének, hogy újraházasodjon, és 1468-ban karmelita kolostorba vonult; ekkor unokaöccse, II. Louis javára lemondott minden jogáról a thouars-i vikomtság és a talmont-i fejedelemség vonatkozásában. Az ifjú azonban nem szerezhette meg nagyapja halálakor a birtokokat, mivel XI. Lajos úgy döntött, hogy a thouars-i vikomtságot saját lányának, az Anjou Miklós lotaringiai herceggel eljegyzett Annának adja hozományként. A házasság ugyan nem valósult meg, a herceg pedig 1473-ban meghalt, de a király 1483-ban bekövetkezett haláláig magának tartotta meg a vikomtságot.
Talmont-t, Olonne-sur-Mert és Berrie-t a király 1472-ben a burgundiaktól átállt bizalmas tanácsadója, az emlékiratairól ismert Philippe de Commynes kapta meg. Ezek azonban II. Louis anyja, Marguerite d'Amboise hozománya részét képezték, ezért az pert indított a visszaszerzésükért. I. Louis pert indított felesége hozományáért, a párizsi parlament pedig 1479-ig ellen is állt a királyi törekvésnek, és akkor is csak három uradalmat jegyzett be, köztük Talmont-t, a többit meghagyta az Amboise-oknak.

## Pályája felívelése a Beaujeu-régensség idején
Az Amboise-birtokokat II. Louis de La Trémoille szerezte vissza XI. Lajos halála után. 1483-ban XI. Lajos fia, a tizenhárom éves VIII. Károly örökölte meg a trónt nővére, Beaujeu-i Anna és férje, II. Pierre de Bourbon régenssége mellett. Az ugyanebben az évben családfővé váló II. Louis de La Trémoille jó pozíciói voltak Anna régensnél. 1484-ben részt vett a főúri sérelmeket orvosolni hivatott tours-i rendi gyűlésen, 1484 novemberében pedig a királyi tanács tagjává nevezték ki. 1484 nyarán Anna unokatestvérével, Gabrielle de Bourbonnal kötött házassági szerződést, és 1485-ben össze is házasodtak. Eleinte Bommiers-ban éltek, majd egytelen fiuk, Charles születésekor, 1485-ben Thouars-ba költöztek, ami La Trémoille birtokainak központja lett. Gyermekük keresztapja maga VIII. Károly király lett.
Az orléans-i és breton herceg vezette főurak ellen kitörő ún. bolond háborúban La Trémoille lett a királyi hadak egyik vezetője, és 1488. július 28-án főparancsnokként ő aratta le a végső győzelmet a saint-aubin-du-cormier-i csatában. Már ebben az ütközetben kitűnt, hogy felismerte a tüzérség hasznát a nyílt ütközetekben: a csata elején lövegeivel zilálta szét a breton seregeket, és ezután rohamozott a nehézlovassága. A tüzérséget a várostromoknál is hatékonyan alkalmazta (Fougères és Saint-Malo 1488-ban, Concarneau 1491-ben). Szolgálataiért a hadvezér megkapta apai nagyapjának thouars-i vikomtságát, és mivel a lázadókat támogató Commynes is kegyvesztetté vált, idővel az általa megörökölt Amboise-birtokokat is visszaszolgáltatták eredeti örökösüknek, La Trémoille-nak. Bár az orléans-i herceget 1488-ban elfogták, Bretagne még évekig ellenállt; La Trémoille főparancsnokként végül 1491-ben jóformán az egész hercegséget elfoglalta Rennes kivételével. Anna breton hercegnő ekkor békét kötött és az év végén hozzáment VIII. Károlyhoz, véget vetve a konfliktusnak.
A király a házasságal párhuzamosan vette saját kezébe az ország irányítását, kiszorítva nővérét és sógorát a hatalomból, de ez La Trémoille számára nem jelentett törést.

## VIII. Károly hadvezére
1494-ben a francia király hadjáratot indított Itáliába, hogy megszerezze a Nápolyi Királyság trónját, ezzel megindítva az itáliai háborúk sorozatát. A franciák bevették Genovát és Pisát, elűzték Firenze urát, II. Piero de’ Medicit, majd Róma felé fordultak. La Trémoille-nak nagy szerepe volt a Rómába vonulás kivívásában, és ő vezette a Monte San Giovanni elleni, nagy visszhangot kiváltó rohamot, amit a tüzérségi előkészítés tett lehetővé. VI. Sándor pápa a neki hűséget esküdő Károlyt 1495 januárjában kinevezte Szicília, Nápoly és Jeruzsálem királyává, a francia erők pedig ellenállás nélkül vonultak be Nápolyba 1495. február 22-én. A siker ellenére komoly veszély fenyegette a megdicsőült franciákat: Miksa császár és Aragóniai Ferdinánd támogatásával Velence, a köpönyegforgató pápa és a milánói herceg, Ludovico Sforza már március elején megkötötte a Velencei Ligát. A liga azzal fenyegette VIII. Károlyt, hogy elvágja visszaútját Franciaország felé. A király gyorsan reagált, Lombardiába vonult, és 1495. július 5-én szétverte a koalíció sokkal nagyobb seregét a fornovói csatában. Ebben nagy szerepe volt a kitartóan védekező hátvédet irányító La Trémoille-nak, aki már a visszaúton kitűnt azzal, hogy átjuttatta a tüzérséget az Appenninek meredek hágóin. La Trémoille-t 1495-ben nevezték ki első kamarássá.

## XII. Lajos háborúiban
A későbbi itáliai háborúkban is számos sikert aratott az 1498-ban trónra lépő új király, XII. Lajos alatt is. A franciák 1499-ben meghódították, de 1500-ban elvesztették a Milánói Hercegséget. Ekkor a király La Trémoille-t nevezte ki Milánó helytartójává, ő pedig április 10-én Novara ostrománál visszaverte a milánóiakat és elfogta Ludovico Sforzát. Júniusban hazatért Franciaországba, visszautasítva Lajos király ajánlatát, hogy őt nevezze ki Milánó alkirályává. Ehelyett 1502-ben Bretagne és Guyenne admirálisává tették. Minthogy birtokai közel voltak a tengerparthoz, maga is érdekelt volt a térség védelmében – két, feleségei után elnevezett saját hajójáról is tudunk, melyek közül a Gabrielle elsősorban kalózkodással foglalkozott, a Louise viszont fontos szerepet játszott a későbbi háborúkban (pl. Marseille védelme, 1524). 1512-ben tengernagyként Normandiában tartott széles körű inspekciót, mivel angol partraszállástól lehetett tartani.

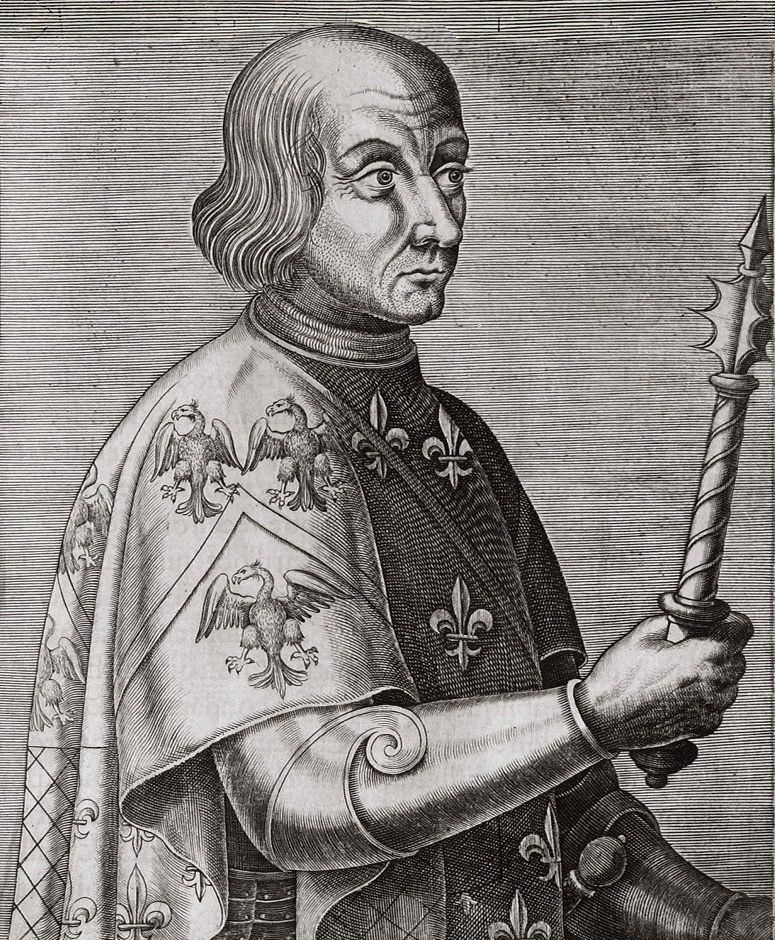
Az idős II. Louis de La Trémoille André Thévet, Les vrais pourtraits et vies des hommes illustres grecz, latins et payens c. művében (1584)
Laurent Vissière történész szerint a metszetet valószínűleg a La Trémoille által rendelt, a thouars-i kápolnát díszítő síremlék, illetve egy mára elveszett ceruzaportré alapján készítették.

1503 májusában a két éve Nápolyi Királyságban hadakozó francia sereg vereséget szenvedett Gonzalo de Córdoba hadaitól. XII. Lajos La Trémoille vezetésével küldött felmentő sereget, de július 13-án egy pármai haditanács közben súlyos, talán malária okozta lázrohama lett, amibe majdnem belehalt.
1506-ban Burgundia kormányzójává nevezték ki. A tartomány lakosságában még élénken éltek az önállósodási törekvések, ráadásul az 1477-ben megszűnt hercegséget a Német-római Császárság is magáénak követelte. A fenyegetésekre felkészülendő La Trémoille 1507-től a főváros, Dijon védelmének modernizációjával foglalkozott – egy kisebb, tüzérséggel jól felszerelt várat emelt a szomszédos Talant-ban, a dijoni falakat pedig patkó alakú tornyokkal és tüzérség mozgatására alkalmas utakkal tervezte bővíteni.
1509-ben La Trémoille és a két éve már a genovai hadjáraton kitűnt fia, Charles részt vett XII. Lajos Velencei Köztársaság ellen indított hadjáratában, ahol a győztes agnadellói csatában is harcoltak.

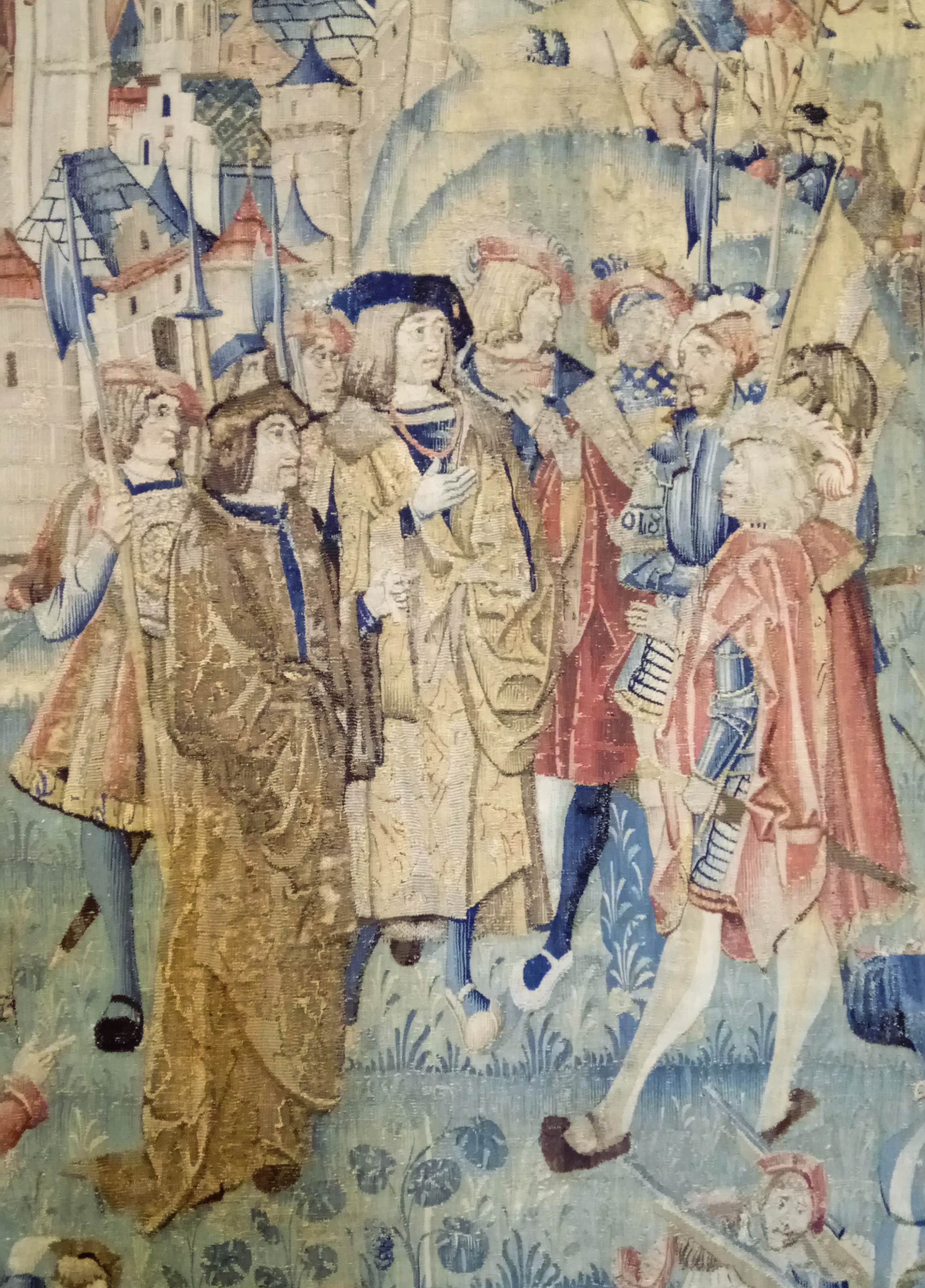
Louis de La Trémoille (középen) a svájciak elvonulásáról tárgyal 1513-ban, faliszőnyeg a dijoni Szépművészeti Múzeumban

1512 nyarán a franciák elvesztették Milánót, mire a király ismét La Trémoille-t küldte Lombardiába. Ő azonban a novarai csatában súlyos vereséget szenvedett a Sforzáknak és II. Gyula pápának dolgozó svájciaktól, akik rajtaütöttek tízezres seregén. A svájciak körében ráadásul elterjedt, hogy ők szenvedtek vereséget, ezért megtámadták Burgundiát. La Trémoille az invázióra készülve azt tervezte, hogy egyenletessé magasítja és bástyákkal bővíti a városfalakat, illetve hogy felégeti az elővárosokat, hogy az így létrejövő senkiföldjén ne lehessen letáborozni. Az esetleges ostromlókat a talant-i várból is tűz alá lehetett venni. Végül a munkálatokból nem valósult meg semmi, de a svájciak sem kezdtek ostromba: La Trémoille elérte, hogy 400 000 écunyi sarc ígérete fejében elvonuljanak. Váratlan távozásukat sokan Szűz Mária beavatkozásának tulajdonították.

## Utolsó évei
A svájciak távozása után La Trémoille folytatta a védműépítést Dijonban, de más térségbeli településeken is munkálatokat kezdett, így Beaune-ban, Chalonban és Auxonne-ban. Legkésőbb ekkoriban jelentős kémhálózat kiépítésébe fogott Franche-Comtéban, hogy az esetleges ellenséges mozgásokról idejekorán értesüljön. 1521-ben állítólag kémei jóvoltából megakadályozta, hogy Wilhelm von Fürstenberg gróf meggyilkolja I. Ferenc francia királyt – az eseményt Navarrai Margit örökítette meg a Heptameronjában.
Az 1515-ben trónra lépő I. Ferenc ismét hadjáratot indított Milánó megszerzésére. La Trémoille is részt vett a véres, francia diadallal végződő marignanói csatában, ahol szétzúzták a svájciak haderejét. Az ütközetben végig a király oldalán harcolt. A csatában elesett egyetlen törvényes fia, Charles.
Az elkövetkező években részben Burgundia védelmének megerősítésével, részben tengernagyi feladataival foglalkozott. Az 1520-as években, amikor az Atlanti-óceán partvidékén spanyol támadás fenyegetett, utasította guyenne-i viceadmirálisát, Regnaud de Moussy-t a partvidék megerősítésére. 1522-1523 folyamán a Somme és Boulogne vidékének erősségeit járta végig az angolok visszaszorítása érdekében. 1523 nyarán kis létszámú csapatával sikeresen visszatartotta a Párizs megtámadására készülő, Suffolk hercege vezette hatalmas angol sereget.
1525-ben ismét Ferenc oldalán hadakozott Itáliában: az Károly spanyol és római király (későbbi császár) erői ellen vívott, katasztrofális vereséggel végződő paviai csatában a spanyol muskétások letarolták a francia lovagsereget. A 64 éves La Trémoille, aki a visszavonulást javasolta uralkodójának, maga is egy arkebúz muskétából leadott lövésbe halt bele.
Bár a kortárs költő Jean Bouchet „gáncs nélküli lovagnak” nevezte, ezzel harcostársához, a „félelem és gáncs nélküli lovagként” ismert Pierre Terrail de Bayard-hoz hasonlítva, valójában La Trémoille elsősorban magas körökben mozgó hadvezér és stratéga volt, aki csak alkalmanként vett részt lovasként a harcban.

## Házasságai, utódai

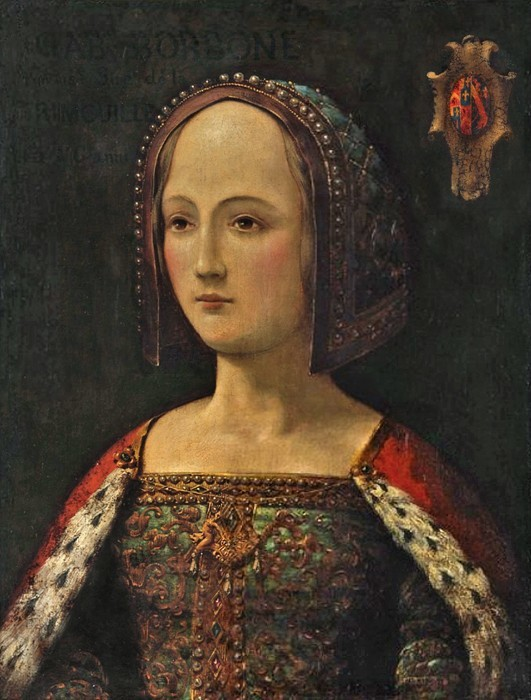
Gabrielle de Bourbon, La Trémoille első feleségének portréja

Első felesége Beaujeu-i Anna régens javaslatára annak unokatestvére, Gabrielle de Bourbon, I. Louis de Bourbon, Montpensier grófja és második felesége, Gabrielle de La Tour d'Auvergne grófkisasszony leánya volt. 1484. július 28-án a thouars-i várban kötötték meg a házassági szerződését, majd össze is házasodtak, miután La Trémoille Auvergne-be ment bemutatkozni a jövendőbelijének. Egyetlen gyermekük született:
- Charles de La Trémoille (1485. áprilisa – 1515. szeptember 15.) – 1501-ben Louise de Coëtivy taillebuorg-i grófkisasszonyt vette feleségül, akinek édesanyja az ekkor még trónörökös I. Ferenc nagynénje volt. 1505-ben született egyetlen fiuk, François de la Trémoille. Charles a marignanói csatában esett el, így II. Louis örököse az unokája, François lett.

1516 novemberében meghalt Gabrielle de Bourbon, a vikomt pedig 1517-ben újranősült. Választottja Cesare Borgia valentinois-i herceg és Charlotte d'Albret lánya, apja révén VI. Sándor pápa unokája, a 17 esztendős Louise lett. A nagy korkülönbség az itáliai követek jelentései szerint botrányt keltett. Gyermekük nem született.
La Trémoille-nek szeretőjétől, Jeanne de La Rue-től is született egy gyermeke:
- Jean de la Trémoille (1484 k. – ?), Brèche és részben Sully-sur-Loire ura, VIII. Károly 1485 januárjában törvényesítette. Apja a birtokokon túl 2090 arany écut is adott neki. Charlotte d'Autryt, Olivier d'Autry, La Brosse ura és Catherine de Giverlay lányát vette feleségül, aki Klevei Mária, XII. Lajos anyjának koszorúslánya volt. Gyermekeik:
  - N. de La Trémoille, fiatalon meghalt, a Notre-Dame de Cléry-ben eltemetve;
  - René de la Trémoille, Coutances püspöke.
  - André de La Trémoille, poitiers-i fődiakónus, aki Louis nevű öccse javára lemondott a legidősebb fiú jogáról;
  - Louis de La Trémoille, Brèche és részben Sully-sur-Loire ura. Antoinette de Ternant-t, Philippe de Ternant aranygapjas lovag és Isabeau de Roye lányát vette feleségül, akinek huszonkét gyermeke született.[12][13]

## Fordítás
Ez a szócikk részben vagy egészben  a   Louis II de La Trémoille című francia Wikipédia-szócikk ezen változatának fordításán alapul.  Az eredeti cikk szerkesztőit annak laptörténete sorolja fel. Ez a jelzés csupán a megfogalmazás eredetét és a szerzői jogokat jelzi, nem szolgál a cikkben szereplő információk forrásmegjelöléseként.

### Bibliográfia
- Jacques Heers. Louis XI, Tempus 40. Perrin (2003). ISBN 978-2-262-01233-5. OCLC 863465159
- Louis de La Trémoïlle. Les La Trémoïlle pendant cinq siècles II. – Louis I, Louis II, Jean et Jacques (1431-1525). Émile Grimaud (1892).
- Laurent Vissière. Louis II de la Trémoille ou la découverte de l'Italie (1480-1525) – étude historique et édition de correspondance. École des chartes (2000).
- Laurent Vissière. « Sans poinct sortir hors de l’orniere » – Louis II de La Trémoille (1460-1525), Études d’histoire médiévale 11. Honoré Champion (2008). ISBN 978-2-7453-1727-8
- szerk.: Laurent Vissière, Alain Marchandisse, Jonathan Dumont: 1513, l'année terrible – le siège de Dijon. Éditions Faton (2013). ISBN 978-2-87844-175-8.
- Laurent Vissière:  Les signes et le visage: Étude sur les représentations de Louis II de la Trémoille.  Journal des savants,  2. sz. (2009)   211–282. o.
- Laurent Vissière: Louis II de La Trémoille (1460-1525). Au service de François Ier. In  Les conseillers de François Ier. Cédric Michon (szerk.). Rennes: Presses universitaires de Rennes. 2011.  ISBN 978-2-7535-1313-6  .
- Louis II de La Trémoille (1460-1525): Chevalier et stratège. marignan2015.univ-tours.fr (franciául) (2015. július 9.)  (Hozzáférés: 2023. február 21.)